# Municipio de West Fork (Arkansas)
El municipio de West Fork (en inglés: West Fork Township) es un municipio ubicado en el condado de Washington en el estado estadounidense de Arkansas. En el año 2010 tenía una población de 3651 habitantes y una densidad poblacional de 42,85 personas por km².

## Geografía
El municipio de West Fork se encuentra ubicado en las coordenadas 35°55′33″N 94°10′28″O / 35.92583, -94.17444. Según la Oficina del Censo de los Estados Unidos, el municipio tiene una superficie total de 85.2 km², de la cual 84.45 km² corresponden a tierra firme y (0.87%) 0.74 km² es agua.

## Demografía
Según el censo de 2010, había 3651 personas residiendo en el municipio de West Fork. La densidad de población era de 42,85 hab./km². De los 3651 habitantes, el municipio de West Fork estaba compuesto por el 95.04% blancos, el 0.36% eran afroamericanos, el 1.18% eran amerindios, el 0.38% eran asiáticos, el 0.22% eran isleños del Pacífico, el 0.55% eran de otras razas y el 2.27% pertenecían a dos o más razas. Del total de la población el 2.77% eran hispanos o latinos de cualquier raza.